# Уэджвуд, Джозайя
Джозайя Уэджвуд (Веджвуд) (англ. Josiah Wedgwood; 12 июля 1730, Бёрслем, Стаффордшир — 3 января 1795, Бёрслем) — знаменитый английский мастер-керамист, технолог и предприниматель. Официальный поставщик королевы Великобритании Шарлотты с 1765 года. Он не был художником, но его имя символизирует в истории английского декоративно-прикладного искусства оригинальный неоклассический стиль. Веджвуд сотрудничал с художником Джоном Флаксманом и со своим сватом, естествоиспытателем Эразмом Дарвином. Его дочь Сюзанна — мать Чарльза Дарвина.

## Биография
Родился в семье потомственного керамиста Томаса Уэджвуда III (1685—1739) в городке Бёрслем, в графстве Стаффордшир — старейшем центре английского керамического производства, объединяющем множество маленьких городков и сельских керамических мастерских. После смерти отца в 1739 году Джозайя вместе с братом Томасом Уэджвудом IV (1716—1773) унаследовал семейную мастерскую. С 1754 года с помощью мастера Томаса Уилдона он стал экспериментировать с керамическими массами и глазурями. 

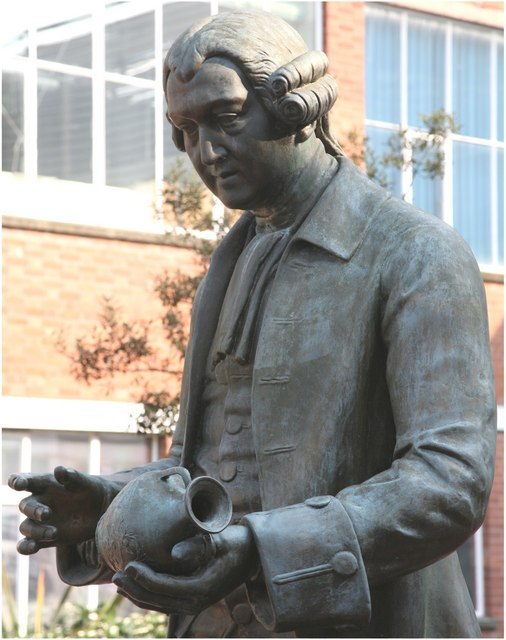
Памятник Уэджвуду в Сток-он-Трент

В 1759 году он получил свою знаменитую «зелёную глазурь». Джозайя Веджвуд сотрудничал со своими кузенами Томасом и Джоном Веджвудами. Они продолжали экспериментировать с фаянсовыми массами и «кремовой глазурью» (creamware). В 1759 году стараниями Веджвуда была создана мануфактура «Айви-Хауз» (Ivie-House). В 1762 году Веджвуд познакомился с технологом, коммерсантом и торговцем Томасом Бентли (1730—1780). В 1769 году была создана фирма Wedgwood&Bentley.
Главная заслуга Веджвуда состояла в том, что он на научной основе усовершенствовал состав глины и технологию обжига изделий, благодаря чему после него ремесло мастера-керамиста получило новое значение. Веджвуд не имел художественного образования, но он обладал природным чутьём и ценил качество стиля. Его успехи в керамическом производстве отразили новую историко-культурную ситуацию: зарождение романтического движения в английском искусстве и неоклассицизм в Италии и Франции в середине XVIII столетия. Именно тогда Веджвуд «превратил грубое и незначительное производство в элегантное искусство» — так написано на его надгробном памятнике в Стаффордшире.
В науке он известен своим (1782 г.) пирометром, основанным на постепенном сокращении объёма глины при её накаливании до различных температур, и тем, что один из первых пробовал воспользоваться свойством хлористого серебра изменяться от действия света в цвете для получения фотографических изображений. В 1783 году Веджвуд был принят в члены Королевского научного общества.

## «Этрурия»

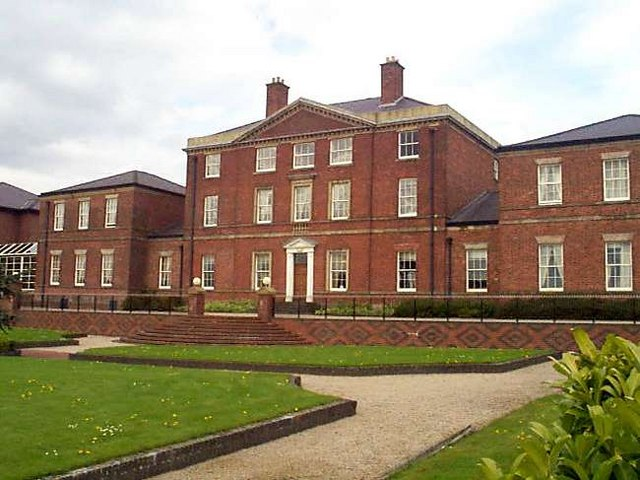
Этрурия-холл — фамильный дом Веджвудов

В 1765 году по заказу английской королевы Шарлотты (супруги короля Георга III) мастерская Веджвуда выполнила чайный сервиз из тонкого «фаянса цвета сливок», слегка желтоватого оттенка, получившего название «королевского» (Queen’s ware). За это Веджвуд получил право именоваться поставщиком королевы. В этом же году была основана мануфактура «Этрурия».
Название связано с всеобщим увлечением античными находками при раскопках Геркуланума и Помпей. Раскопки Геркуланума, погибшего во время извержения Везувия в 79 году н. э., начались ещё в 1709 году, но получили особое значение полстолетия спустя, в эпоху распространения эстетики неоклассицизма в Италии и Франции. Именно тогда древнегреческие и италийские расписные краснофигурные и чёрнофигурные сосуды стали называть «этрусскими» (в то время ошибочно полагали, что их создавали древние этруски). Кроме того, ошибочно считали, что античные вазы расписаны восковыми красками в технике энкаустики. Эти вазы стали главным источником вдохновения для Веджвуда и его мастеров.
В следующем, 1766 году Веджвуд получил разрешение на строительство мануфактуры. В сотрудничестве с Томасом Бентли ему удалось создать необычайно твёрдую фаянсовую массу с добавлением полевого шпата и кварца и обжигающуюся при температуре 1200—1280 °. Такая масса приближается по составу к фарфору, её называют глино-каменной. Изделия из таких масс прочны как железо, их можно резать, шлифовать, гравировать. Массу производили семи цветов: белого, чёрного, синего, серо-зелёного, тёмно-зелёного, розового и жёлтого. Веджвуд называл её «яшмовой». Массу глубокого чёрного цвета удалось получить добавлением марганца. Веджвуд назвал такую массу «этрусской землёй».

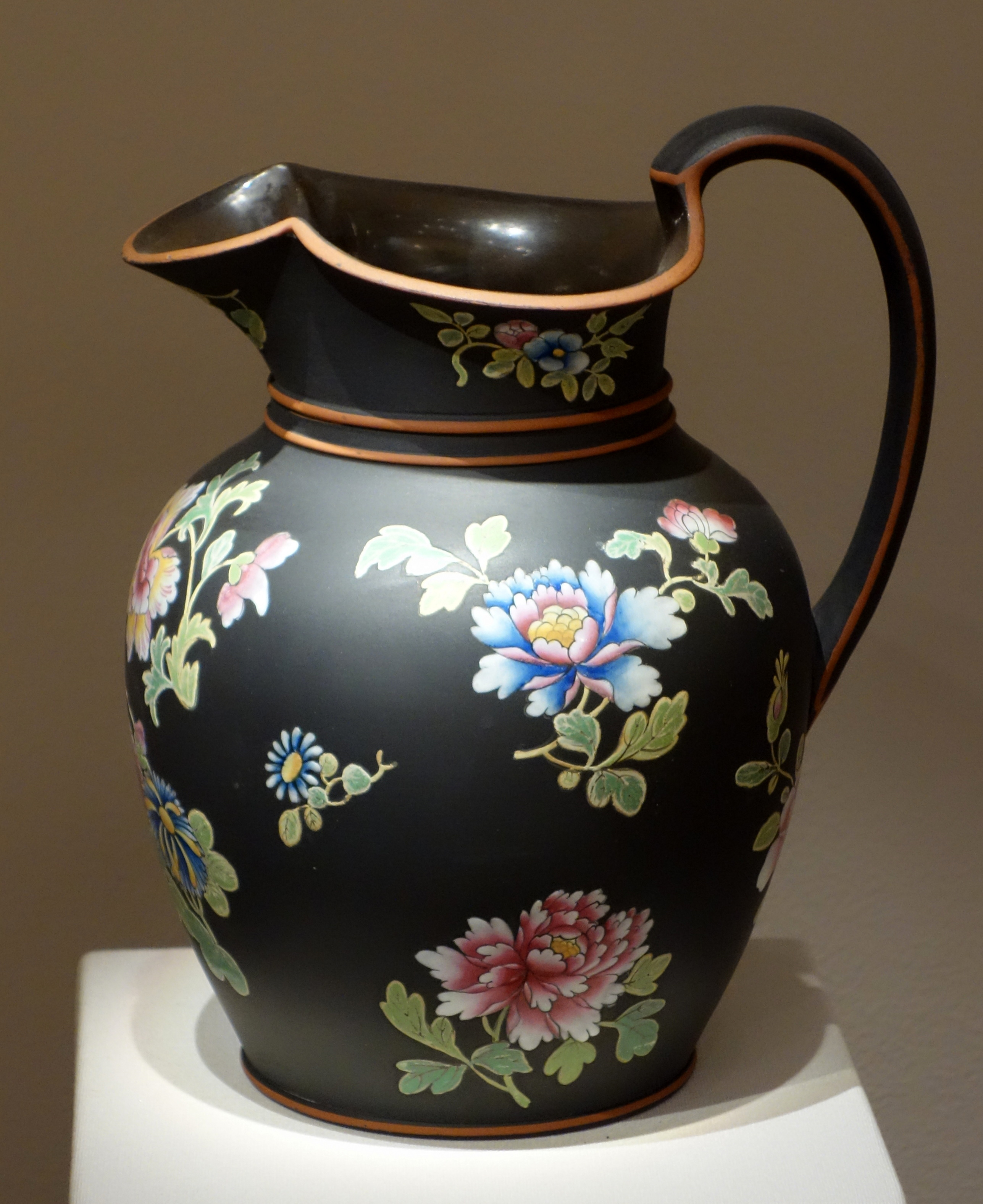
«Базальтовый» кувшин с полихромной эмалью

В 1773 году появился термин «чёрная базальтовая (египетская) масса», или просто «базальтовая» (basaltеs). Ещё позднее изделия Веджвуда стали обобщённо называть «английской посудой» (english ware). Первые шесть ваз из чёрной керамической массы имели латинскую надпись: «Artes Etruriae Renascuntur» (Искусства Этрурии возрождены). Под возрождением этрусского искусства английский мастер понимал возрождение античного керамического искусства. «Новому предприятию следовало выпускать декоративные вазы, которые должны были и цветом, и формой, и декором напоминать античные глиняные сосуды».
В 1777 году Веджвуд купил фунт кобальтовой краски за три гинеи, сказав, что она «стоит любых денег». В 1780-е годы на «Этрурии» начали использовать кобальтовые краски, благодаря которым удавалось получать различные оттенки синего цвета.
Веджвуд и Бентли решили использовать новый фаянс для имитации античных расписных ваз, что было востребовано новой эстетикой и модой на античность в аристократических английских кругах. «Базальтовые» вазы Этрурии, повторяющие формы античных амфор и кратеров, декорировали ангобами в технике сграффито, но по старинке называли «энкаустической росписью». В качестве иконографических источников, помимо археологических находок, использовали литературные описания, в частности французского историка и филолога Бернара де Монфокона. Одно из таких описаний посвящено изображению танцующей вакханки с рельефа так называемой Гаэтанской вазы из мрамора (I в.н. э.), которая находилась в соборе города Гаэта (её использовали как крещальную купель, с 1805 года в Неаполитанском археологическом музее). Этот мотив Веджвуд использовал многократно, а позднее и другие мастера разных видов искусства. Иной источник: гравюры из трудов графа де Келюса, которые находились в личной библиотеке Веджвуда.
Веджвуд успешно имитировал в технике гравировки по двуслойному цветному фаянсу (фаянс с нацветом, или техника «пат-сюр-пат») античные камеи, для этого он использовал гипсовые слепки (англ. cast), которые ему предоставляли английские коллекционеры. В 1773 году Веджвуд опубликовал каталог из 285 названий гемм (резных камней) в цветном фаянсе, которые он мог бы предложить покупателям. Позднее это число возросло до двух тысяч. Мануфактура принимала заказы на выполнение оригинальных портретных камей, инталий, печатей, брошей, керамических пуговиц и мундштуков курительных трубок.

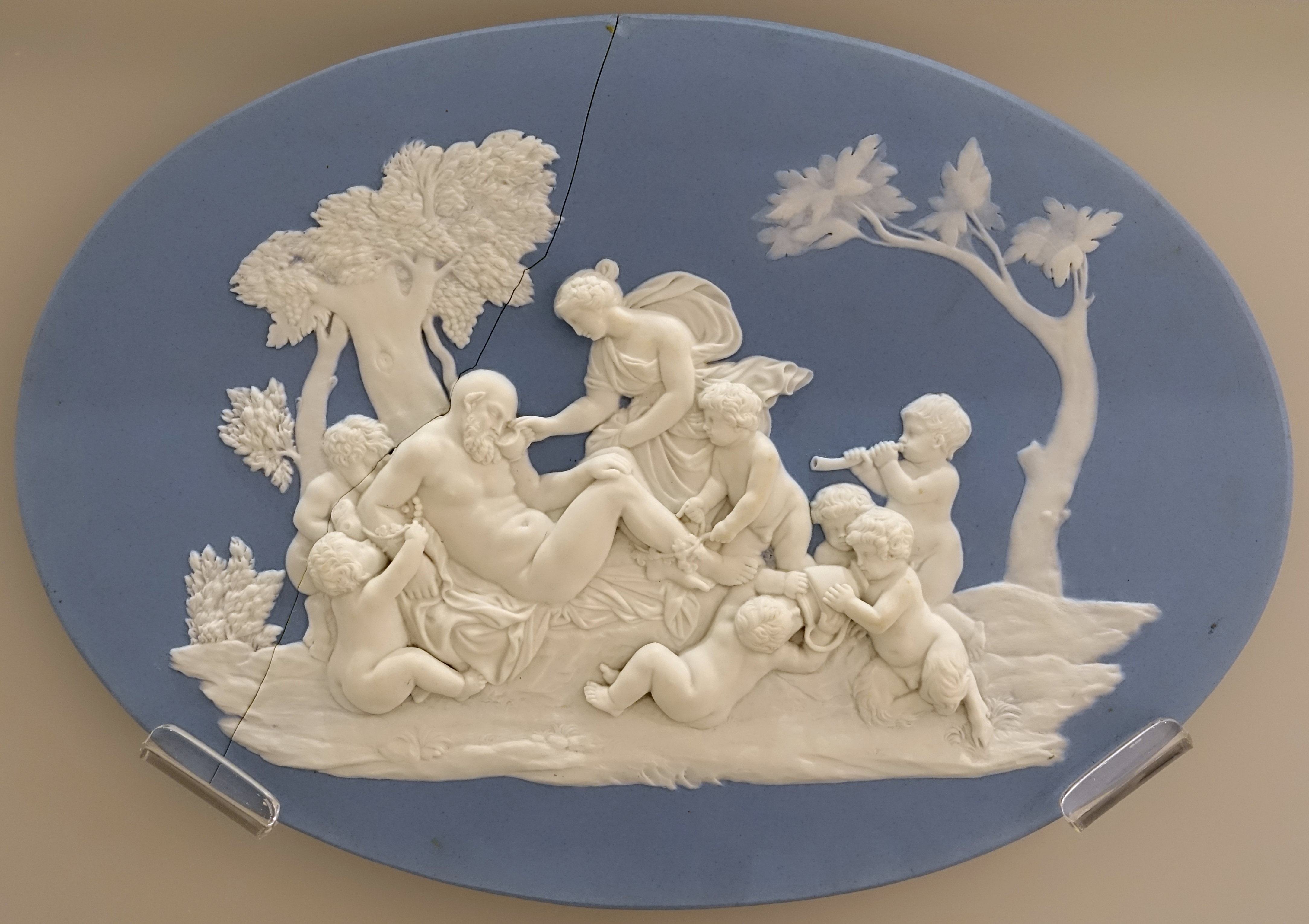
«Силен и дети» (по Ф. Дюкенуа). Ок. 1778

C 1773 года на мануфактуре «Этрурия» стали вырабатывать «восковой бисквит» — матовую массу желтоватого оттенка, из которой делали тончайшие рельефы, напоминающие античные камеи, а из двуцветного (белый на голубом фоне) — самые прославленные рельефные изделия «à la cameo» (под камеи). Такие рельефы (медальоны, плакетки) использовали в качестве декоративных вставок в другие изделия: мебель, камины, стенные панели. Изделиям Веджвуда подражали на фарфоровой мануфактуре в Севре, где изготавливали похожие плакетки в технике пат-сюр-пат («масса на массу»). В «Этрурии» фаянсовые медальоны сочетали с оправой из полированной стали с «алмазной гранью», напоминающей блеск бриллиантов.
После кончины Т.Бентли в 1780 году на изделия мануфактуры ставили марку с одним именем: Wedgwood. Мастера мануфактуры использовали медальоны и рисунки Р. Адама и его фирмы «Адельфи», а также рисунки А. Кауфман. С 1775 года с «Этрурией» сотрудничал английский художник Джон Флаксман. Он создавал скульптурные модели, плакетки, рисунки ювелирных изделий «в римском стиле».

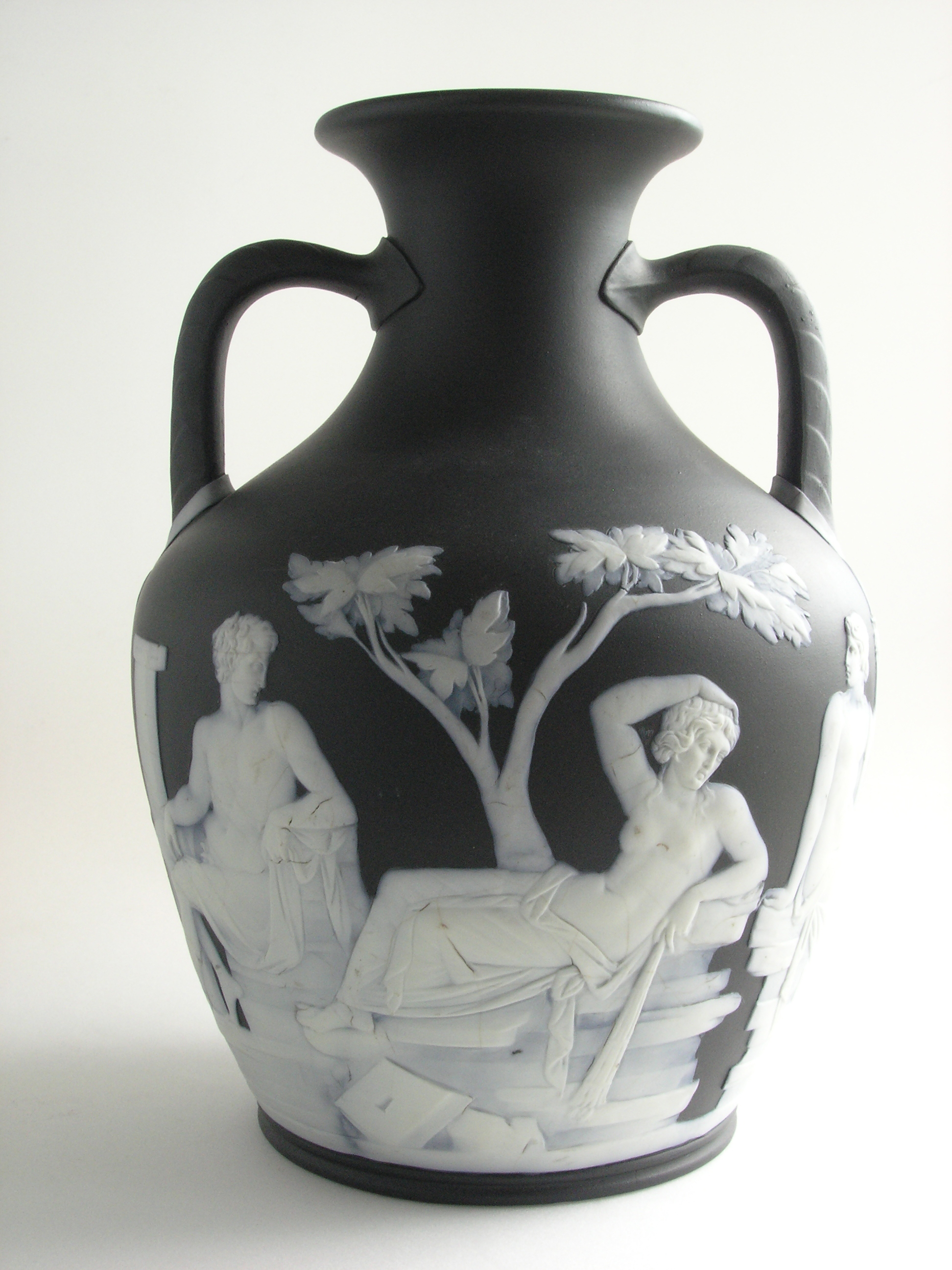
Копия Портлендской вазы из Оклендского военно-исторического музея

Вершиной своего искусства сам Веджвуд считал повторение в двухслойном цветном фаянсе знаменитой античной Портлендской вазы из цветного стекла. В 1790 году после четырёх лет упорного труда над совершенствованием технологии производства «яшмовой массы» Веджвуд создал реплику шедевра древнеримского стеклоделия по заказу королевы Шарлотты, которая не могла приобрести оригинал, принадлежавший в то время герцогине Портлендской. После этого успеха Веджвуд сделал ещё 24 копии.
Успех продукции мануфактуры «Этрурия» вызвал множество подражаний в разных странах, но также и критику. Известно иронично-отрицательное отношение к «механическим изделиям» Веджвуда И. В. Гёте. Однако Веджвуд не стоял на месте, его мастера стали создавать оригинальные вещи, например «руинированные вазы» в виде полуразрушенных сосудов или колонн, вазонов с гирляндами в духе произведений романтического искусства того времени, к примеру римских руин на картинах Юбера Робера.
После кончины Джозайи Веджвуда в 1795 году мануфактуру возглавили его сын и племянник. Предприятие Веджвудов (полное наименование «Джозайя Веджвуд и Сыновья» (англ. Wedgwood, англ. Josiah Wedgwood and Sons) управлялось его потомками вплоть до 1968 года. В мае 1906 года при старинной фабрике веджвудской посуды в Стаффордшире был открыт Веджвуд-музей (ныне в городе Сток-он-Трент). В 1987 году фирма «Веджвуд» объединилась с ирландским производителем хрустальных изделий «Уотерфорд Кристал» (Waterford Crystal), образовав компанию «Waterford Wedgwood». Эта компания в 2009 году в связи с финансовыми затруднениями была передана под внешнее управление, и в 2015 году её активы были приобретены финской компанией Fiskars. Во многих городах и странах мира до настоящего времени действуют фирменные магазины, продающие самые разные изделия под торговой маркой «Wedgwood».

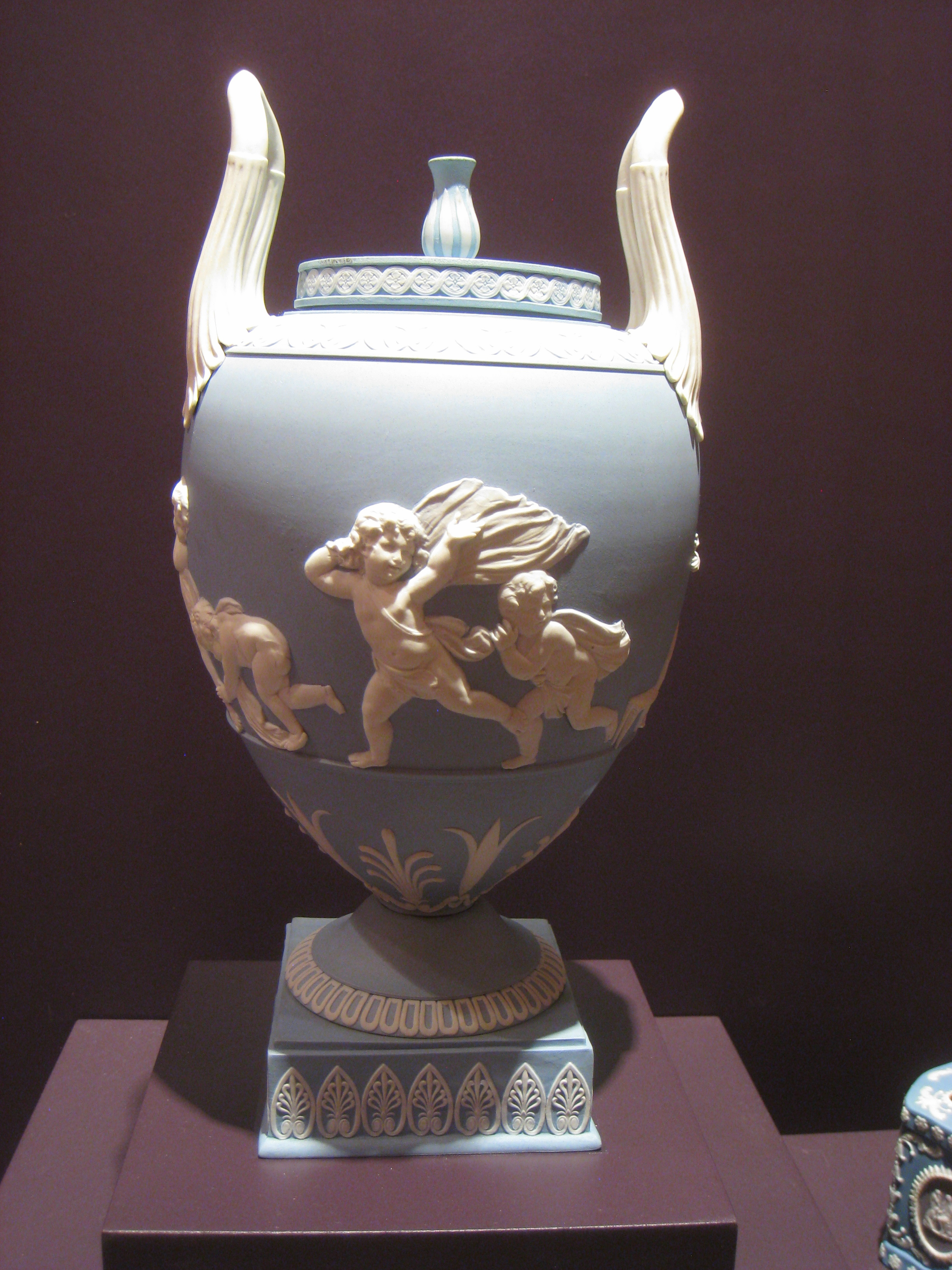
«Яшмовая» ваза с рельефом по рисунку Дж. Флаксмана. Ок. 1790
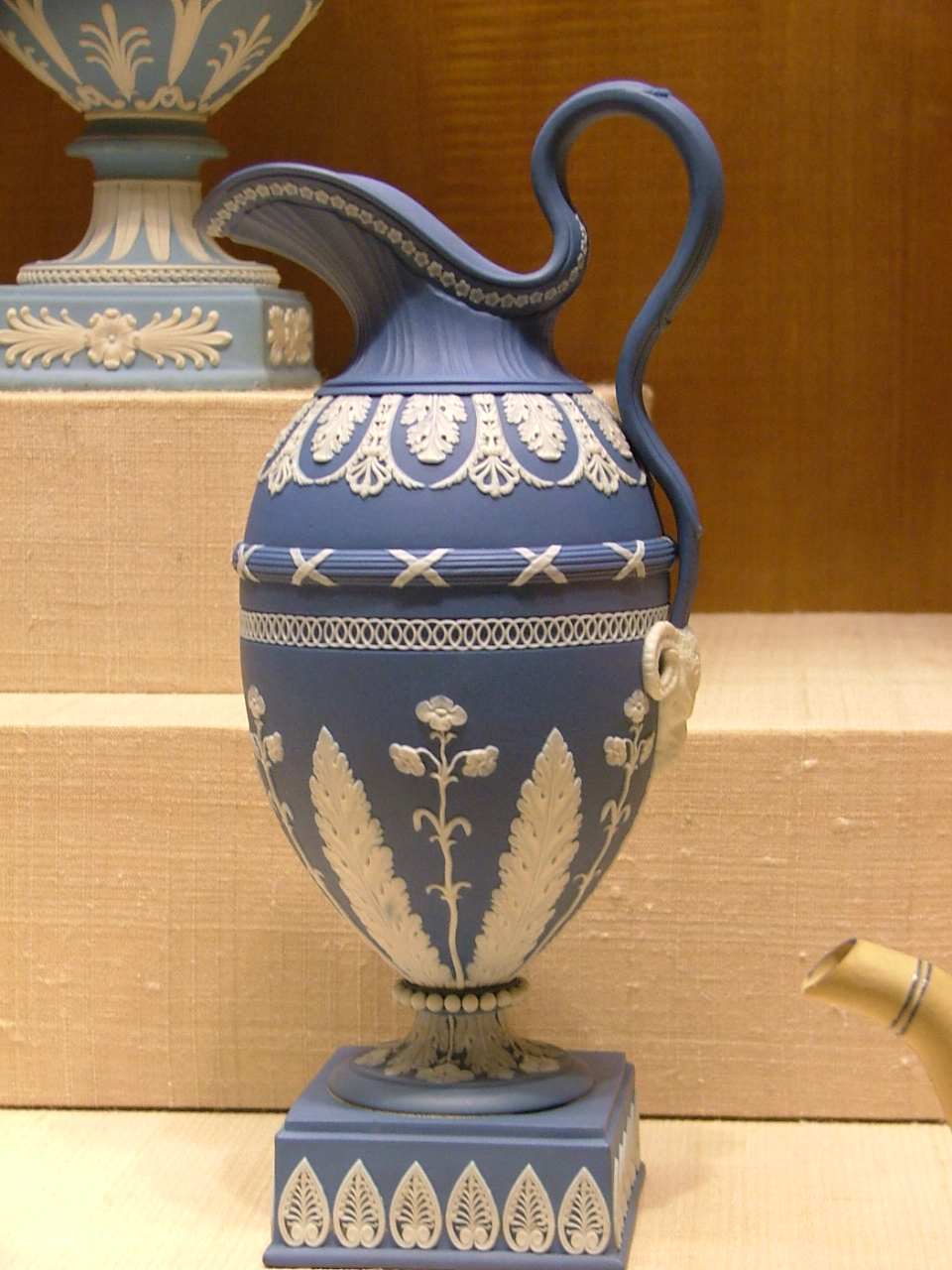
«Яшмовая» ваза
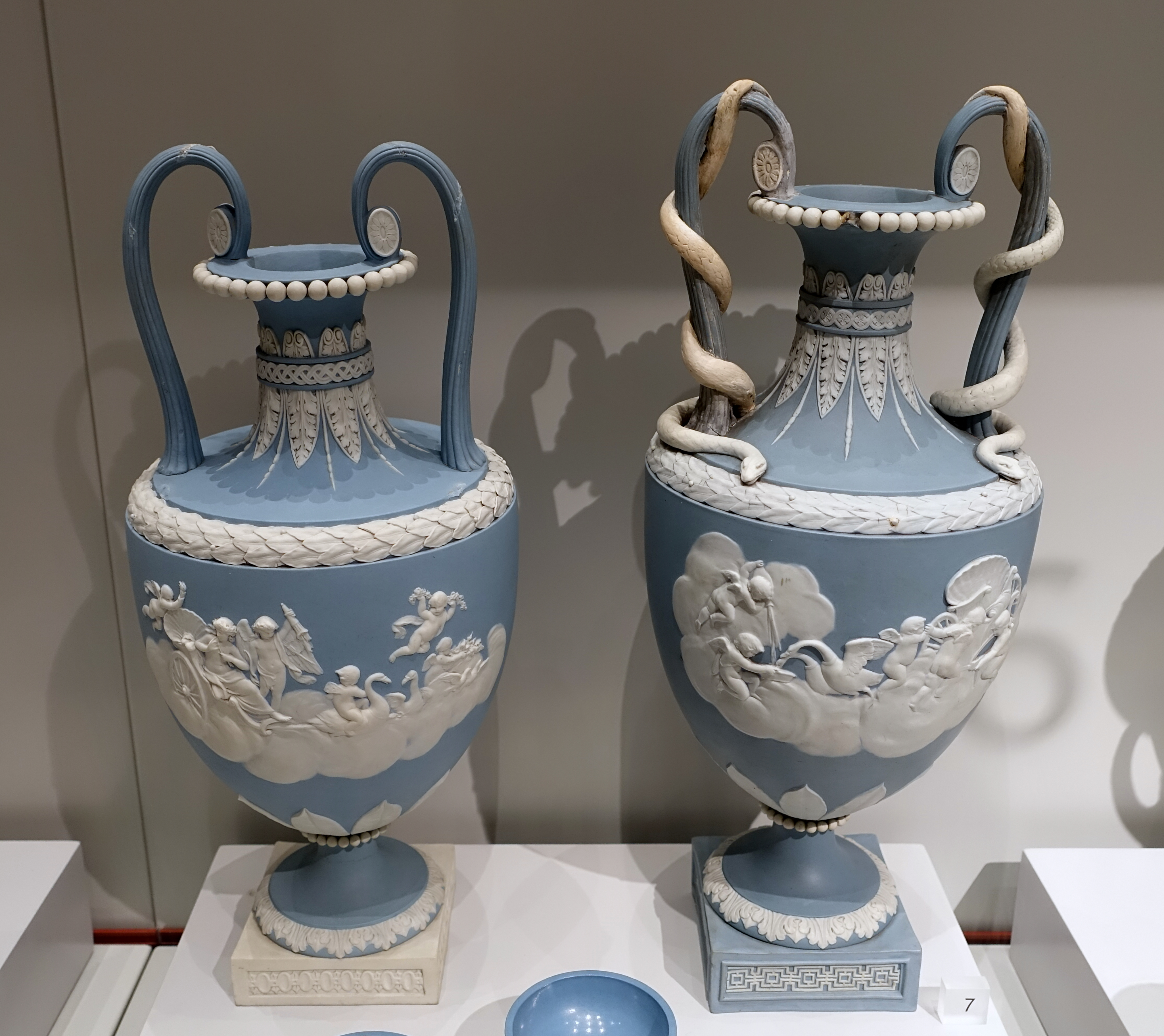
Вазы с изображением Венеры в колеснице (по Шарлю Лебрену)
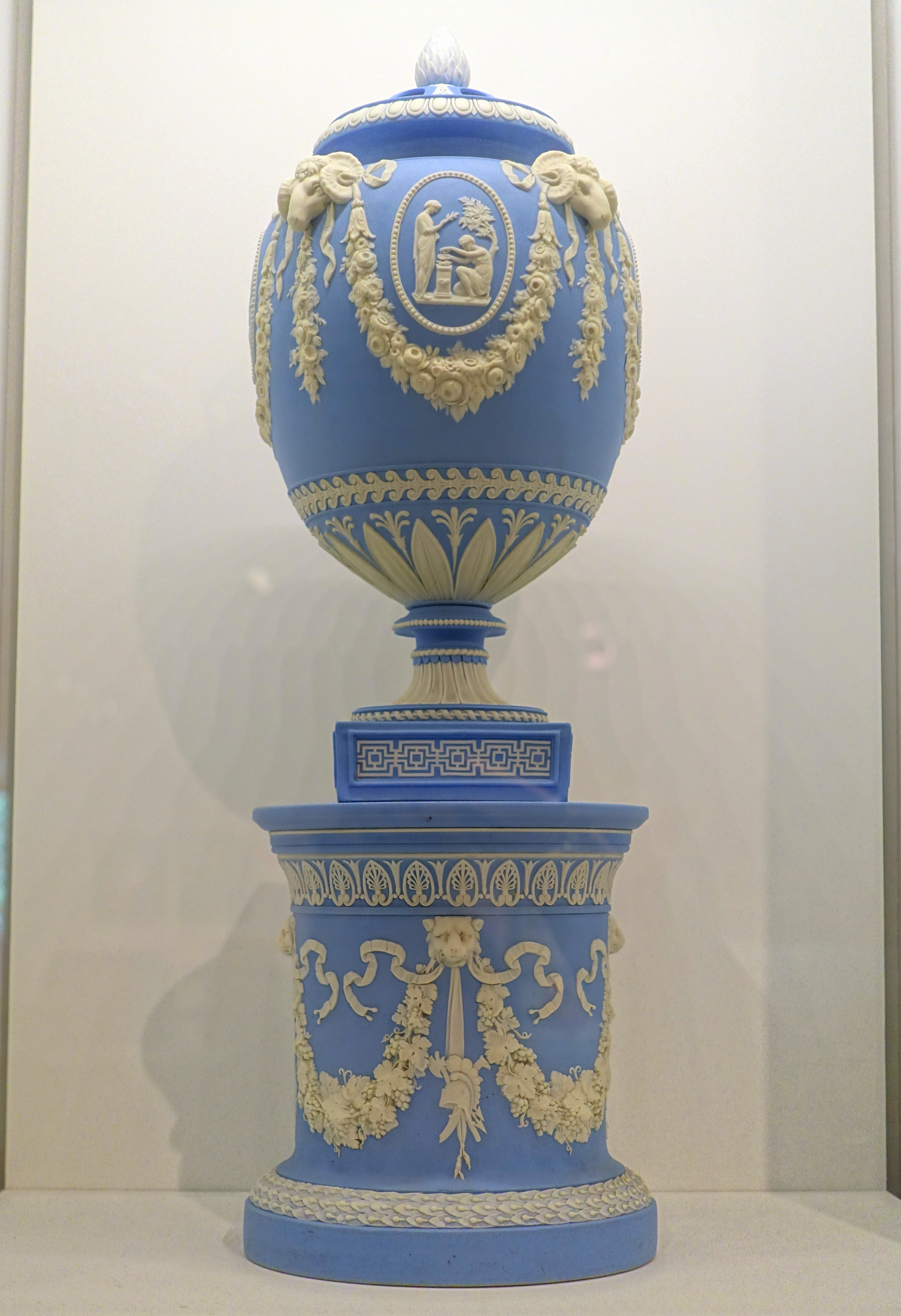
Ароматница. Фабрика Веджвуда. Ок. 1825—1860. Яшмовая масса

## «Этрурия» в России

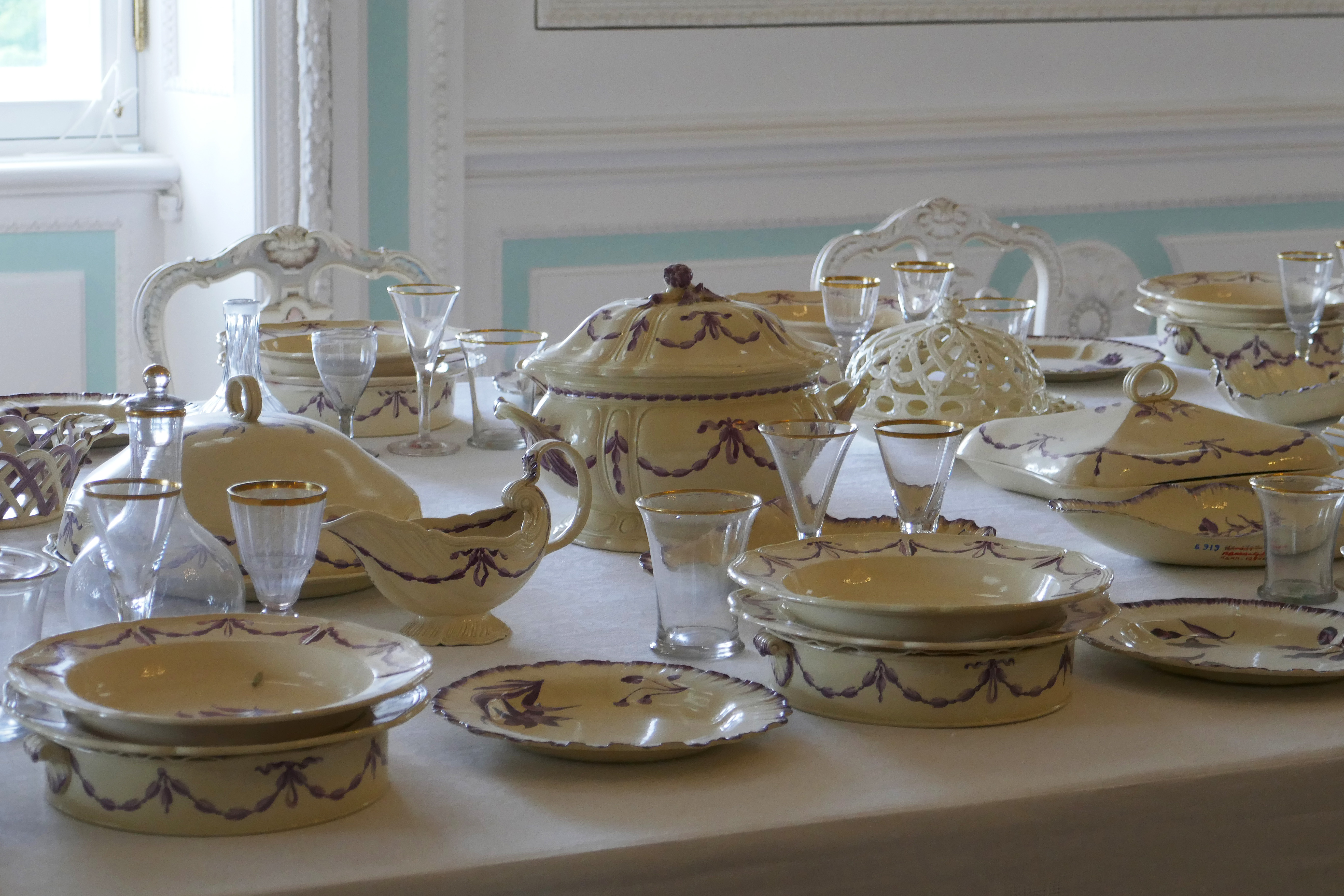
Хаск-сервиз в Белой столовой Большого дворца

В 1770 году российская императрица Екатерина II, проявлявшая интерес не только к эстетике неоклассицизма в странах Западной Европы, но, в особенности, к английскому искусству, заказала на мануфактуре Этрурия большой сервиз из фаянса «цвета сливок». Заказ императрицы был частью большого плана по развитию классицистического стиля в искусстве России. Веджвуд назвал свое произведение «русским сервизом». Предметы этого сервиза, получившего позднее наименование «Хаск-сервиз» (англ. husk — «сухой пшеничный колос»), расписаны цветами и гирляндами в сиреневых тонах. Название происходит от повторяющегося мотива обрамления, напоминающего пучки колосьев пшеницы. В настоящее время «Хаск-сервиз» (85 английских и 107 предметов, восполненных позднее на частных русских заводах) экспонируется в Белой столовой Большого Петергофского дворца.
В 1773—1774 годах Веджвуд через И. И. Бецкого получил от императрицы ещё один заказ: сервиз на 50 кувертов (наборов) — 952 предмета (в дальнейшем их дополняли новыми). Второй сервиз отражает интерес Екатерины II к английской архитектуре и паркам «пейзажного стиля». В это время она была занята устройством собственного «сада» в Царском Селе. Свое задание Веджвуду Екатерина сформулировала по-царски: «Хочу, чтобы вся Англия была у меня на столе!». Этот заказ, грандиозный по масштабам того времени, явился событием европейского значения. Сервиз обошёлся в огромную по тем временам сумму: 16 400 рублей золотом.

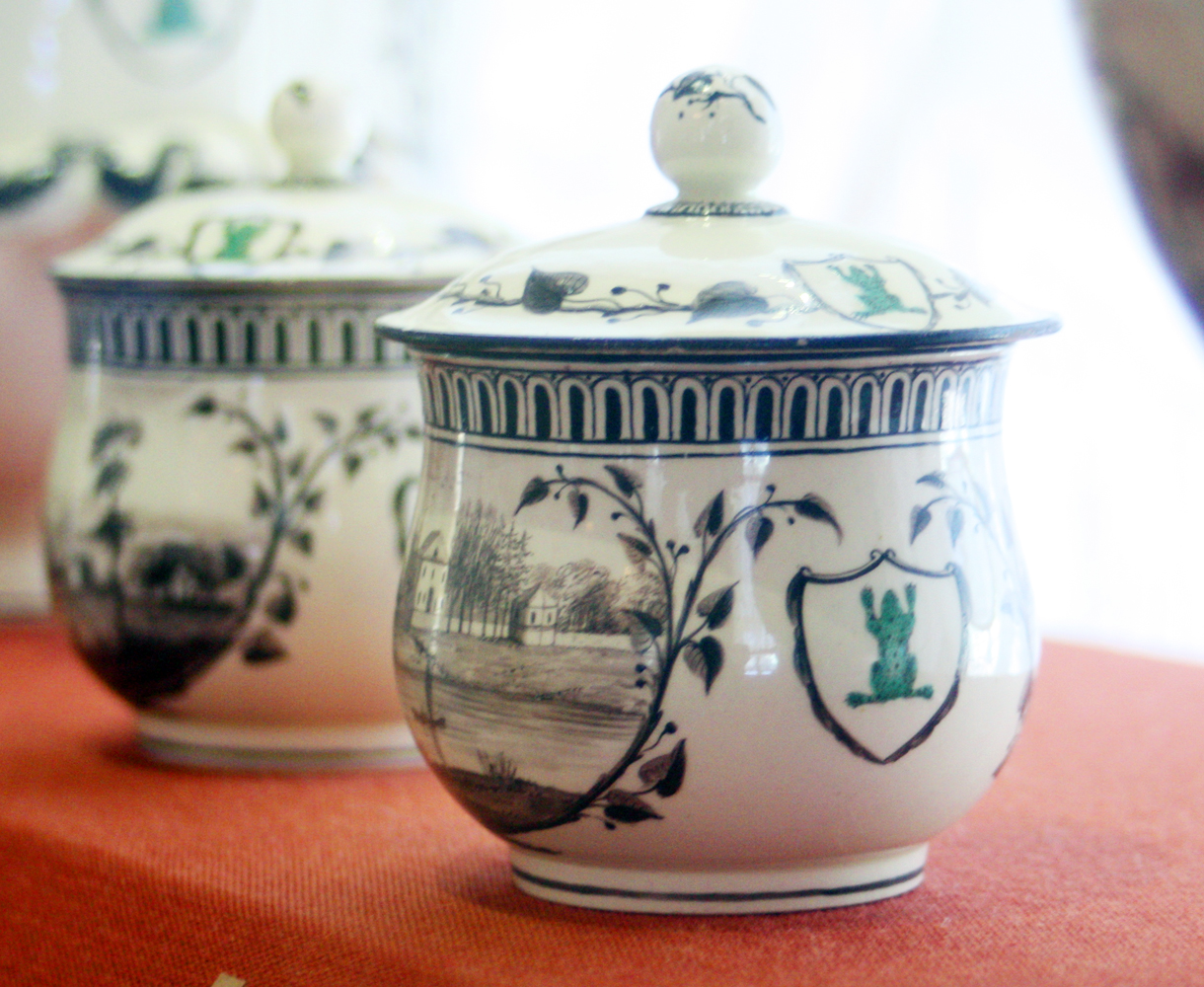
Предметы «Сервиза с зелёной лягушкой»

Предметы сервиза фаянса «цвета сливок» украшают 1244 вида английских замков и усадебных парков. Позднее сервиз Веджвуда получил неофициальное название: «Сервиз с зелёной лягушкой». Оно объясняется тем, что заказ предназначался для загородного дворца, который строили в то время на Царскосельской дороге и позднее назвали Чесменским. Местность, где строили дворец, называлась по-фински «Кекерекексинен» («лягушачье болото»). На каждом предмете имеется шуточный герб, придуманный императрицей: зелёная лягушка на рыцарском щите. Предметы столовой части сервиза имеют обрамления из дубовых венков, десертной — в виде венка из плюща. Роспись выполняли в Лондоне, на мануфактуре Челси. Отдельный мастер изображал зелёных лягушек. Пейзажи подбирали по специальному списку (на предметах сервиза проставлены номера этого своеобразного каталога, составленного Т. Бентли). Многие архитектурные памятники, представленные на пейзажах, ныне утрачены, поэтому «Сервиз с зелёной лягушкой» со временем приобрел важное иконографическое значение.

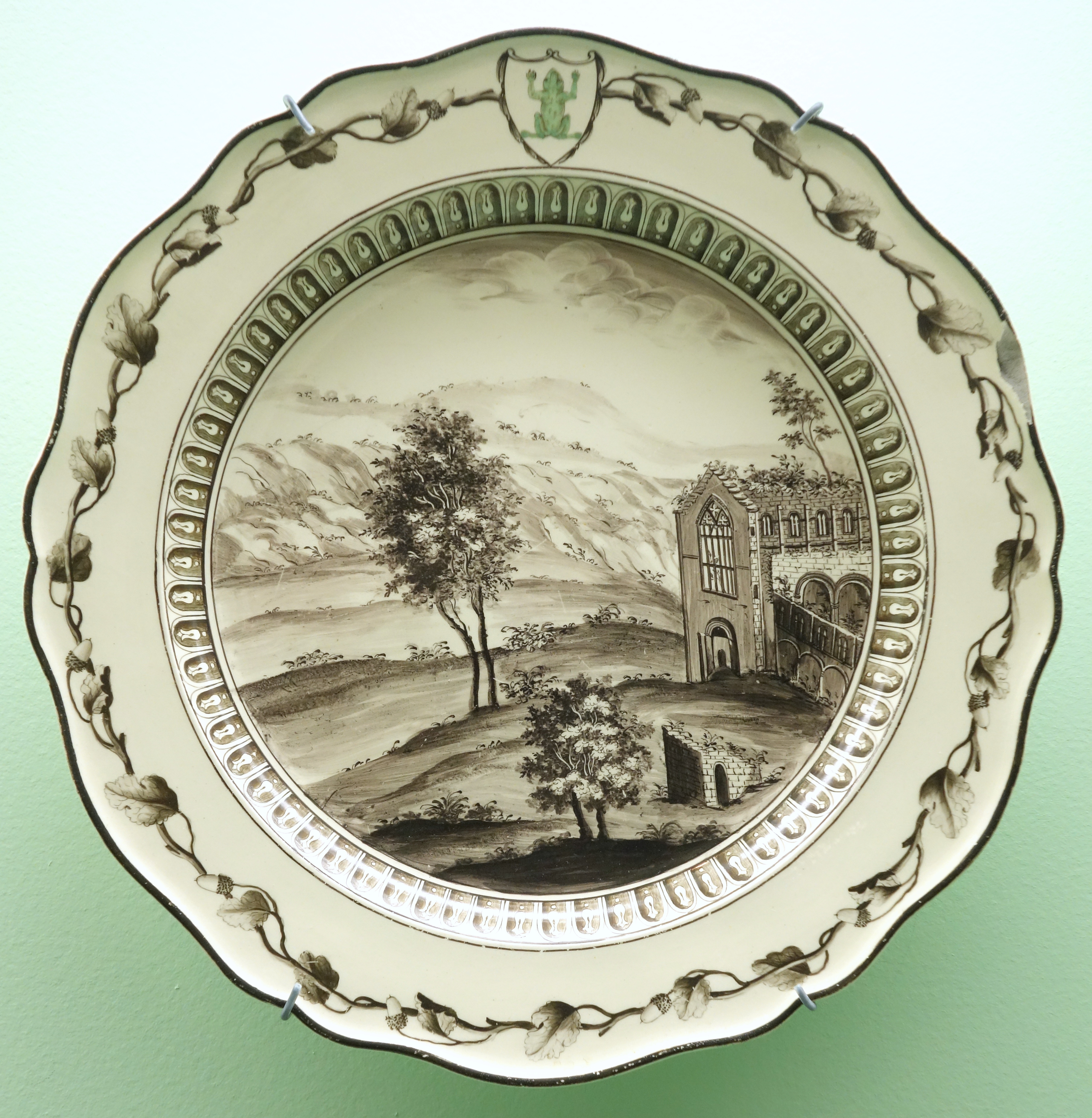
Тарелка из «Сервиза с зелёной лягушкой»

Пейзажи не должны были повторяться; императрица желала видеть на сервизе «новейшие здания готической архитектуры» (имеются в виду неоготические). В результате было создано более 300 видов старинных английских аббатств и замков, более 100 — видов Темзы и Лондона, а также множество других изображений со всей Англии. Мастера использовали рисунки с натуры, картины, гравюры английских художников, в частности Джона Бойделла, и гравюры из книги архитектора Уильяма Чемберса. Всего работало более тридцати художников. В конце 1774 г. законченный сервиз отправили морем в Петербург.
Вкусы российской знати были разнообразны, о чём свидетельствует полученный Веджвудом в 1775 году заказ: 

"Полный фаянсовый сервиз на 18 персон; должен быть более насыщенного жёлтого цвета, чем присланный ранее, и совершенно гладким — в самом новейшем и самом скромном вкусе — совсем простым, без какой бы то ни было позолоты и картинок " 
В начале XX века сервиз хранили в Английском дворце в Петергофе, затем в 1909 году, к 150-летию фирмы Веджвуда, часть предметов отправили на выставку в салон фирмы «Веджвуд» в Лондоне, к которой была приурочена публикация книги «Императорский русский обеденный сервиз: История знаменитого творения Джозайи Веджвуда». Автор — английский историк искусства Дж. Ч. Уильямсон, специально приезжавший в Санкт-Петербург для ознакомления с «русским сервизом». В 1910 году предметы сервиза доставили из Лондона в петербургский Эрмитаж. В 1912 году С. Н. Тройницкий организовал первую в России выставку изделий фирмы «Веджвуд». Она проходила в залах Императорской Академии художеств. На выставке представили продукцию фирмы «Этрурия» за многие годы. Именно тогда фаянсовый сервиз получил название — «Сервиз с зелёной лягушкой». После этой выставки большую часть сервиза из Петергофа официально передали в Императорский Эрмитаж.
В декабре 2012 года в Эрмитаже проходила большая выставка: «Сентиментальное путешествие. Веджвуд в России», приуроченная к столетию выставки керамики фирмы Веджвуд в Императорской Академии художеств, одним из кураторов которой был первый директор Государственного Эрмитажа — Сергей Николаевич Тройницкий. На выставке экспонировали только те предметы из «Сервиза с зелёной лягушкой», которые были представлены в Лондоне в 1909 году. Ныне большая часть сервиза (744 предмета) хранится в Государственном Эрмитаже в Санкт-Петербурге, другие предметы в музее Петергофа и в петергофском Коттедже.